# John Louis Mansi
John Louis Mansi, pseudoniem van John Patrick Adams, (Londen, 8 november 1926 - East Sussex, 6 augustus 2010) was een Brits acteur, wiens carrière duurde van de vroege jaren 50 tot de vroege jaren 90 van de 20e eeuw. Hij is vooral bekend van zijn rol als Herr Engelbert von Smallhausen in de sitcom 'Allo 'Allo! (seizoen 2-9). Daarnaast was hij onder meer te zien in de Beatle-film Help!, de originele versie van de film The Italian Job uit 1969, waarin hij een verkeersleider is, en de film Tales from the Crypt. Na zijn rol bij 'Allo 'Allo stopte Mansi met acteren.
John Louis Mansi leed de laatste zes jaar van zijn leven aan de ziekte van Parkinson. In mei 2010 werd terminale longkanker geconstateerd, waaraan hij enkele maanden later overleed.